# HTC Wizard
Платформа HTC Wizard представляет собой коммуникатор с выдвижной QWERTY мини-клавиатурой, на основе операционной системы Microsoft Windows Mobile, разработанный тайваньской компанией High Tech Computer Corporation. Имеются вариации в дизайне корпуса, клавиатуры и наличия встроенной камеры.
Начиная с 2005 года выпускался под такими марками как: HTC P4300, Qtek 9100, Qtek A9100, Cingular 8100 / 8125, T-Mobile MDA (US) или MDA Vario (в других странах), Dopod 838, i-mate K-JAM, O2 Xda mini Pro и Xda mini S, Orange SPV M3000 и как Vodafone VPA II compact. Более подробно можно посмотреть в HTC name chart.

## Характеристики
- Вес: 169 г
- Связь: четырёхдиапазонная 850/900/1800/1900 МГц, EDGE (Class B)
- Процессор: Texas Instruments OMAP 850, ARM (195 Мгц)
- Память: 128 Мб ROM (ПЗУ) и 64 Мб RAM (ОЗУ)
- Экран: Цветной TFT трансфлективный, сенсорный, 65 536 цветов (16-bit)
- Разрешение экрана: QVGA (240 × 320 пикселей)
- Размер экрана: диагональ 2.8" (71 мм)
- Габариты: 108 x 58 × 24 мм
- Беспроводные интерфейсы: Bluetooth 1.2 (A2DP), Wi-Fi 802.11b/g, IrDA
- Проводное подключение: mini-USB (используется для зарядки и передачи данных)
- Фото/Видеокамера: CMOS 1,3 Мпиксела (1280x1024 точек) с зеркалом автопортретной съёмки и белой LED-вспышкой
- Стерео динамики и minijack (2,5 мм) выход на наушники
- Клавиатура: выдвижная QWERTY клавиатура (39 клавиш)
- Слоты расширения: MiniSD
- Операционная система: Windows Mobile 5.0
- Батарея: Съёмный литий-ионный аккумулятор ёмкостью 1250 мАч (3.7V, SANYO Model WIZA16)
- Время работы при разговоре: 3,5 — 5 часов
- Время работы в режиме ожидания: 150—200 часов
- Время зарядки: менее 4 часов

## Стандартная поставка
Зарядное устройство, кабель Mini-USB, стереофоническая гарнитура, запасной стилус, кобура на пояс, диск с ПО.